# Corde (marine)
Pour les articles homonymes, voir Corde.

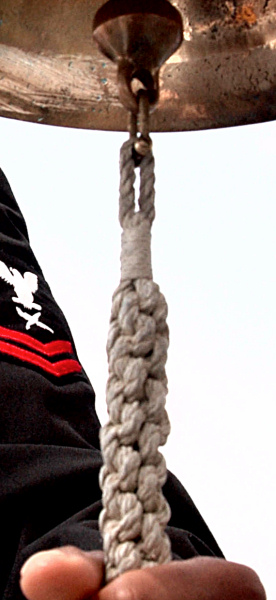
Corde de la cloche du croiseur Chancellorsville

Depuis plusieurs siècles, la tradition veut que, sur un navire, il n'y ait guère qu'une seule « corde », celle de la cloche de quart,. Les termes de "corde" et de "ficelle" sont traditionnellement proscrits, par superstition, à bord d'un navire.
Le lexique maritime, adapté à une tâche précise, distingue chaque cordage en fonction de son utilisation : grelin, amarre, filin, garcette, hauban, écoute, aussière, drisse, élingue. Le mot générique le plus fréquemment utilisé est celui de bout, avec prononciation du « t » final.

## Description
Le mot corde, évoquant la corde utilisée pour pendre les mutins, (ou les « bouts de corde » utilisés pour punir des membres d'équipage) n'était toutefois pas tabou dans la marine, et était utilisé pour les cordages situés à l'extérieur du bateau. Il en était ainsi des « défenses de cordes », amas de cordage utilisés en guise de pare-battage, ou des « cordes de retenue », utilisée lors du chargement de la cargaison.
La corde de dos est un élément constituant du chalut. Elle peut être accompagnée d'un « lapin », cordage remplissant une fonction de parpaillot auxiliaire. L'archéozoologue François Poplin voit une équivalence, une « correspondance homologique » entre les deux termes, corde et lapin : une symbolique de la pendaison. Il attribue l'existence de ces termes appliqués au chalut au fait que celui-ci serait « dans l'œil du cyclone », autrement dit trop « central » pour que la prescription s'applique.
« Fuir à mâts et à cordes » (lorsqu'on se met en fuite, « à sec de toile »), avec la pression du vent portant seulement sur les mâts et sur le gréement, est également une expression attestée depuis le XIXe siècle.
La tradition perdure de nos jours, et la définition de 1829 a été actualisée, conduisant à l'aphorisme: « sur un bateau il n'y a qu'une seule corde : celle de la cloche, et qu'une seule ficelle : celle du saucisson » qui  sous-entend que tous les autres cordages portent des noms précis.